# Lonesome Crow
Lonesome Crow er det første album fra det tyske rock-band Scorpions der blev udgivet i 1972.

## Numre
1. "I'm Goin' Mad" – 4:52
2. "It All Depends" – 3:23
3. "Leave Me" – 5:02
4. "In Search For The Peace Of Mind" – 4:56
5. "Inheritance" – 4:37
6. "Action" – 3:53
7. "Lonesome Crow" – 13:39

- Alt musik skrevet af Rudolf Schenker og Michael Schenker. Alle sangteksterner er af Klaus Meine, Wolfgang Dziony og Lothar Heimberg

## Musikere
- Klaus Meine – Vokal
- Michael Schenker – Lead Guitar
- Rudolf Schenker – Guitar
- Lothar Heimberg – Bas
- Wolfgang Dziony – Trommer